# São Luiz (kommun i Brasilien)
São Luiz är en kommun i Brasilien.   Den ligger i delstaten Roraima, i den norra delen av landet, 2 300 km nordväst om huvudstaden Brasília. Antalet invånare är 6 750.
I omgivningarna runt São Luiz växer i huvudsak städsegrön lövskog. Runt São Luiz är det mycket glesbefolkat, med 3 invånare per kvadratkilometer.